# Academo
Acàdemo (in greco Ἀκάδημος), oppure Ecademo o Echedemo (Ἑκάδημος) fu un eroe greco che, secondo la leggenda, rivelò ai fratelli Dioscuri, Castore e Polluce, il luogo dove era tenuta nascosta la loro sorella Elena, rapita da Teseo quando era ancora bambina.
Quando morì, la sua tomba (situata alla periferia di Atene e circondata da un bosco sacro) finì per dare il nome ad un quartiere della stessa città.
Nelle sue vicinanze, secondo la tradizione, nel 387 a.C. Platone fondò la celebre scuola filosofica, che prese appunto il nome di Accademia.